# Nethinius hirsutus
Nethinius hirsutus là một loài bọ cánh cứng trong họ Cerambycidae.